# سيزار فاوست
سيزار فاوست (بالإسبانية: César Fawcett)‏ هو لاعب كرة قدم كولومبي، ولد في 12 أغسطس 1983 في بارانكيا في كولومبيا. شارك مع منتخب كولومبيا تحت 20 سنة لكرة القدم. أما مع النوادي، فقد لعب مع أتلتيكو جونيور وإنديبنديينتي سانتا في وديبورتيفو بيريرا وروزاريو سنترال.

## وصلات خارجية
- سيزار فاوست على موقع الاتحاد الدولي (مؤرشف)  (الإنجليزية)
- سيزار فاوست على موقع إي إس بي إن إف سي (الإنجليزية)
- سيزار فاوست على موقع قاعدة بيانات كرة القدم.إي يو (الإنجليزية)
- سيزار فاوست على موقع Soccerway.com (الإنجليزية)
- سيزار فاوست على موقع عالم كرة القدم.نت (الإنجليزية)
- سيزار فاوست على موقع AS.com (الإسبانية)